# Paranesti
Paranesti (griego: Παρανέστι) es un municipio de la República Helénica perteneciente a la unidad periférica de Drama de la periferia de Macedonia Oriental y Tracia.
El municipio se formó en 2011 mediante la fusión de los antiguos municipios de Paranesti y Nikiforos, que pasaron a ser unidades municipales. El municipio tiene un área de 1029,4 km², de los cuales 788,4 pertenecen a la unidad municipal de Paranesti.
En 2011 el municipio contaba con 3901 habitantes, de los cuales 1096 vivían en la unidad municipal de Paranesti.
Se sitúa sobre la carretera 14, a medio camino entre Drama y Xánthi.